# Chiesa di Santa Croce (Crocefieschi)
La chiesa di Santa Croce è un luogo di culto cattolico situato nel comune di Crocefieschi, in salita Fieschi, nella città metropolitana di Genova. La chiesa è sede della parrocchia omonima del vicariato del Genovesato della diocesi di Tortona.

## Storia

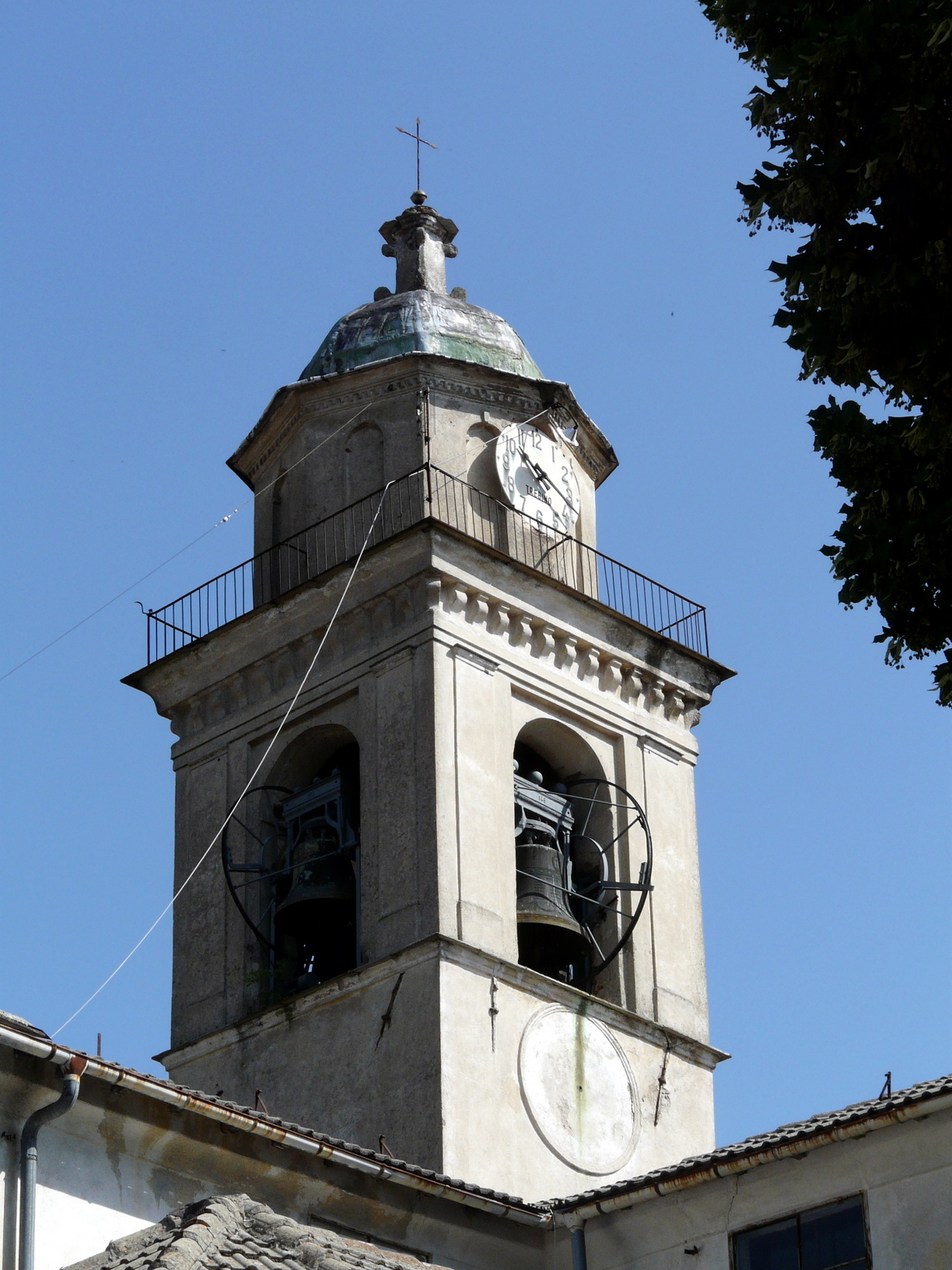
Particolare del campanile

L'edificio fu eretto tra il 1578 e il 1579 per volere degli stessi abitanti, i quali ritennero la precedente chiesa di San Martino di Parissone a Vallegge troppo lontana da raggiungere dalla comunità di Croce. La chiesa fu consacrata nel 1585, ma già nel 1596 l'edificio dovette subire un rapido intervento di restauro a causa delle numerose crepe e fenditure causate dalla frettolosa edificazione.
La facciata presenta tre portali, nella parte sinistra sono raffigurate gli stemmi nobili delle famiglie Fieschi, De Ferrari e Morando, rovinati nel 1797 dall'esercito francese; la parte destra è stata restaurata nel 1942 e ricorda il rifacimento della facciata.

## Descrizione

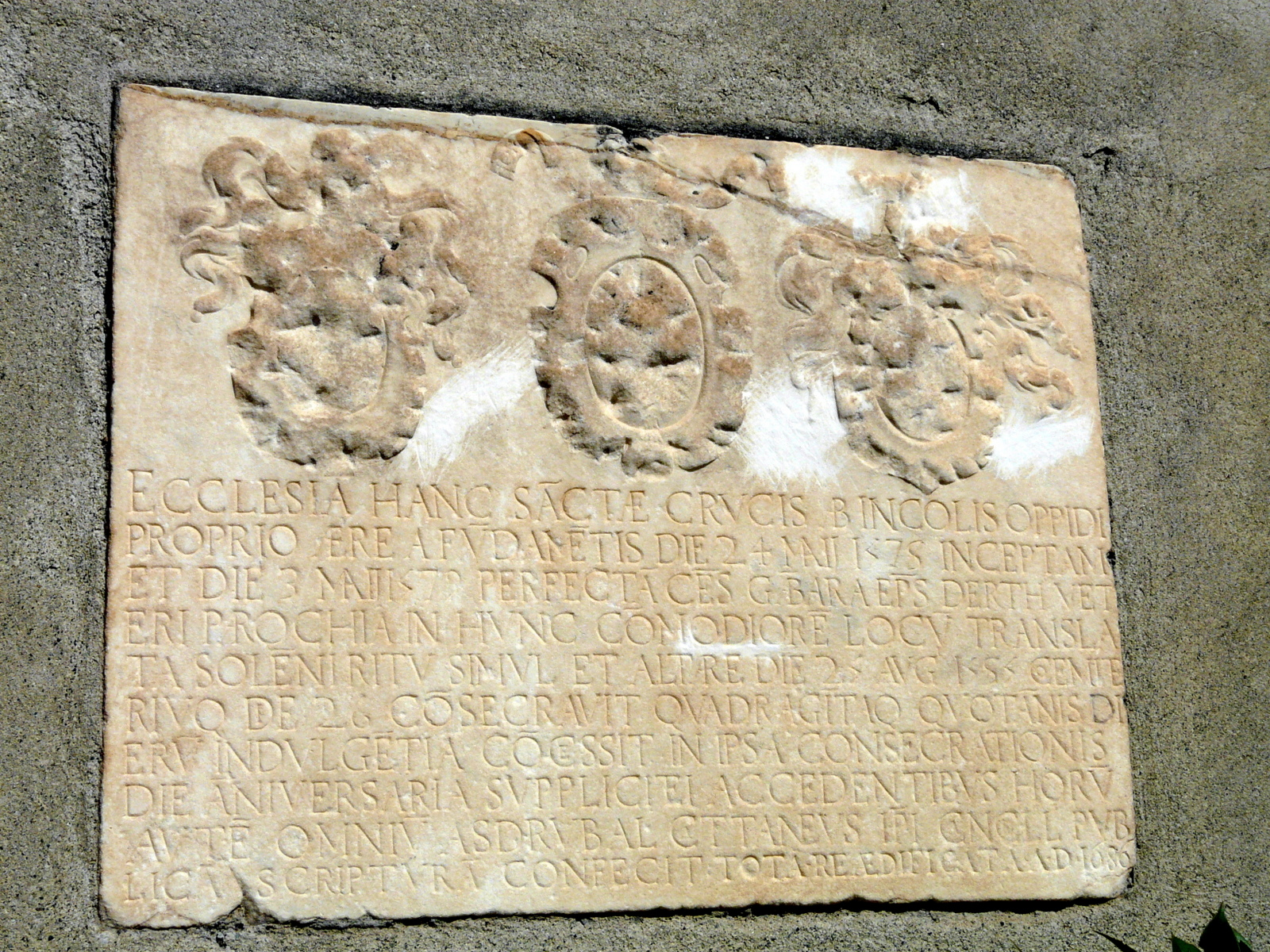
Targa antica presso la facciata della chiesa

L'interno della chiesa, decorato dal pittore Rodolfo Gambini tra il 1908 e il 1910, si presenta a tre navate con numerosi altari e cappelle laterali. L'altare maggiore è in marmo bianco, ricostruito nel 1723 e impreziosito da due angeli ai lati forse della scuola dello scultore Francesco Maria Schiaffino. Ai lati dell'altare sono presenti due grandi affreschi del Gambini ritraenti le due visioni di santa Caterina da Genova.
In una nicchia è conservata la statua in legno di Anton Maria Maragliano raffigurante l'Immacolata Concezione, patrona della parrocchia dal 1726. Gli altri altari sono dedicati a sant'Antonio abate e al Santissimo Rosario; in quest'ultimo è presente una statua lignea del Settecento della Madonna del Rosario, forse anch'essa attribuita al Maragliano o alla sua scuola scultorea. Alla famiglia Fieschi è dedicato il secondo altare a sinistra, detto anche del Crocifisso, dove nel 1730 furono poste due statue raffiguranti la santa Caterina Fieschi Adorno con Francesco d'Assisi insieme inginocchiati sotto il crocifisso di Gesù. Secondo alcune perizie artistiche il volto del frate francescano sembrerebbero ispirato al marito di Caterina, Giuliano Adorno, convertito dalla santa stessa. Lo sfondo del dipinto raffigurano le rocche del Reopasso e il borgo antico di Croce, e sono ancora visibili i segni dell'incendio appiccato dai Francesi nel dominio napoleonico del 1797.
L'altare del Carmine è dedicato alla famiglia De Ferrari ed è stato scolpito nel marmo nero; qui è presente una lapide del 15 aprile 1605 riportante i nomi di tutti i discendenti della famiglia e lo stemma nobiliare, i sette gigli d'oro. Altri altari sono intitolati alle Anime e ai caduti delle guerre; su quest'ultimo è posta una statua del Sacro Cuore dello scultore di Chiavari Luigi Brizzolara.